# Daniel Mobaeck
Daniel Mobaeck (Kalmar, 22 mei 1980) is een Zweeds voetballer die bij voorkeur als centrale verdediger speelt. Hij speelt sinds 2005 voor IF Elfsborg na eerder de kleuren van Kalmar FF te hebben verdedigd. Mobaeck kan ook uit de voeten als middenvelder.

## Interlandcarrière
Onder leiding van bondscoach Lars Lagerbäck debuteerde Mobaeck voor het Zweeds voetbalelftal op 14 januari 2007 in de met 2-0 verloren oefenwedstrijd tegen Venezuela in Maracaibo, net als Oscar Wendt, Ola Toivonen, Markus Jonsson, Daniel Nannskog en Olof Guterstam. Hij kwam uiteindelijk tot drie interlands voor zijn vaderland.

## Erelijst
IF Elfsborg
- Landskampioen

2006, 2012
- Beker van Zweden

2014
- Supercupen

2007